# Kostel svatého Martina (Dolní Loučky)
Kostel svatého Martina je římskokatolický chrám v obci Dolní Loučky v okrese Brno-venkov. Je chráněn jako kulturní památka České republiky. Je farním kostelem dolnoloučské farnosti.

## Historie
Kostel v Dolních Loučkách byl postaven ve druhé polovině 13. století, jednalo se o plochostropý jednolodní chrám, přičemž obvodové raně gotické zdivo lodi se dochovalo dodnes. Před rokem 1486 byl upraven pozdně goticky, z této doby pochází hranolová věž přistavěná k západnímu průčelí, do které byl druhotně osazen původní portál doplněný o nové vnitřní ostění. Ve druhé polovině 17. století došlo k barokním úpravám, kdy bylo postaveno současné trojboce ukončené kněžiště a zároveň byla valeně zaklenuta loď. Přibližně v polovině následujícího století byla k jižní stěně presbytáře přistavěna sakristie, nová sakristie, umístěná u severní strany kněžiště, byla zbudována v roce 1985.
Na schodišti před kostelem se nachází freska Příchod sv. Cyrila a Metoděje od Jana Floriana z roku 1986 (vytvořena do čerstvé malty). V presbytáři za oltářem se nachází malba Plášť sv. Martina, triptych od Milivoje Husáka z roku 1987.
Kolem kostela se nacházel původní hřbitov, jeho ohradní zeď a barokní márnice, ve 30. letech 20. století přestavěná na bránu, jsou také památkově chráněny.